# Silbersäule (Aron)

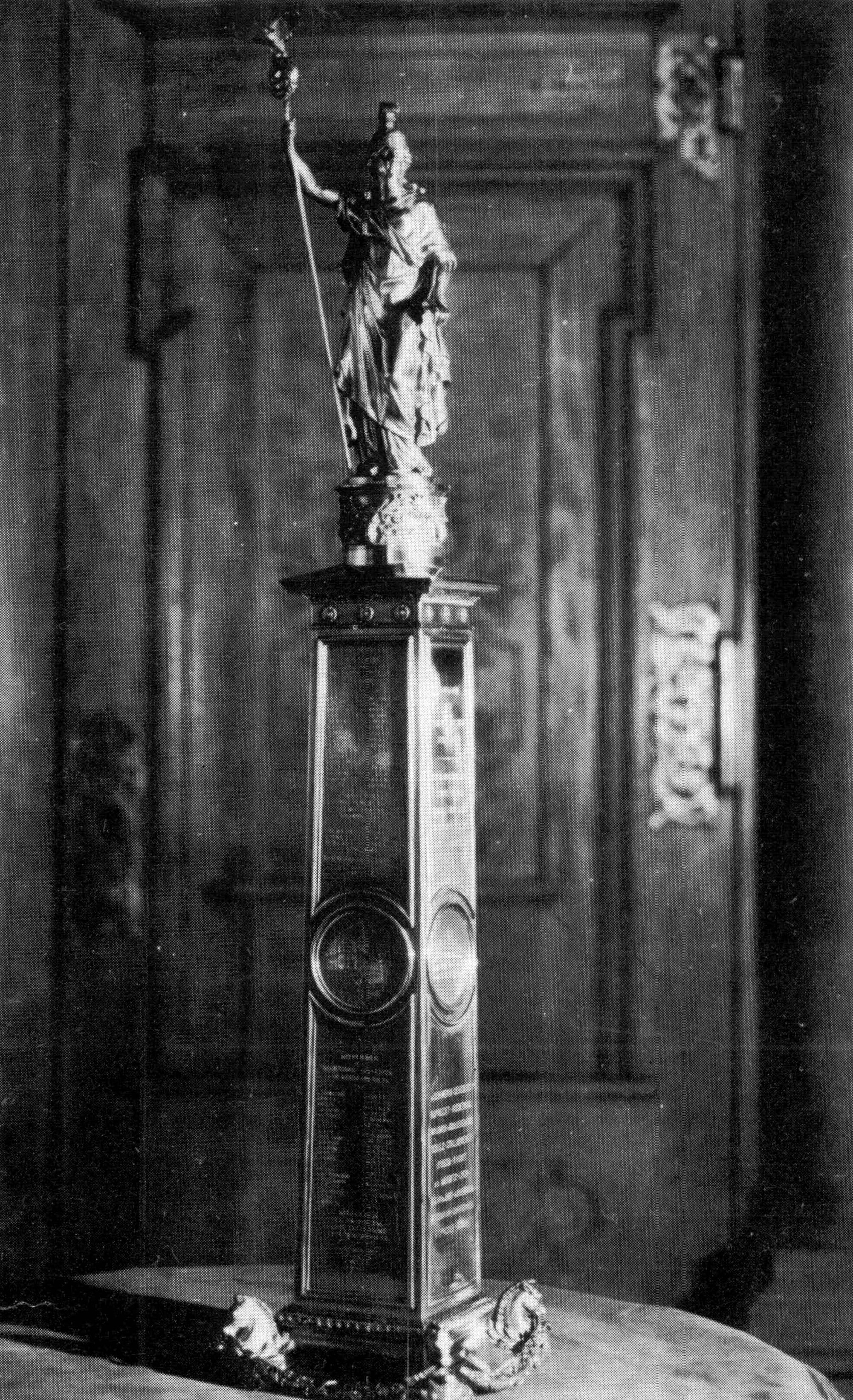
Silbersäule in Duisburg

Die Silbersäule ist ein 1879 in Königsberg i. Pr. gefertigtes Ehrengeschenk. Nach der hohen Blüte von Königsbergs Silberschmiedekunst im Spätmittelalter und im Barock ist die Säule ein singuläres Zeugnis ostpreußischer Kunst- und Verwaltungsgeschichte.

## Entstehung und Provenienz
Das Ehrengeschenk ist ein Werk des Königsberger Hofjuweliers David Aron (1823–1896). Die künstlerische Planung stammt von einer Person namens Hesse (möglicherweise handelt es sich hierbei um den Architekten und Königsberger Oberbauinspektor Carl Hesse). Als der Oberpräsident der Provinz Ostpreußen Karl von Horn am 5. Mai 1879 das 50-jährige Dienstjubiläum beging, schenkten ihm die Landräte der Provinz und die Beamten seiner Behörde die 70 cm hohe Silbersäule. Wo sie nach von Horns Tod war, ist noch ungeklärt. Ein niederländischer Antiquar bot sie 1969 der Stadt Duisburg zum Kauf an. Zunächst abgewiesen, wiederholte er sein Angebot. Ende Dezember 1976 kaufte Duisburgs Kulturamt die Säule zu den Bedingungen des ursprünglichen Angebots. Oberbürgermeister Josef Krings überließ sie im September 1977 dem Museum Stadt Königsberg als Dauerleihgabe. Ulrich Albinus stellte sie in das Renaissancezimmer des Museums. Mit dessen Auflösung kam die Säule 2016 in das Ostpreußische Landesmuseum in Lüneburg.

## Widmung
Widmungsträger und Anlass stehen auf Messingplättchen auf der Vorder- und Rückseite des Säulensockels:
Auf der Rückseite wurde zum ersten Mal Silber mit Bernsteinintarsien verwendet.

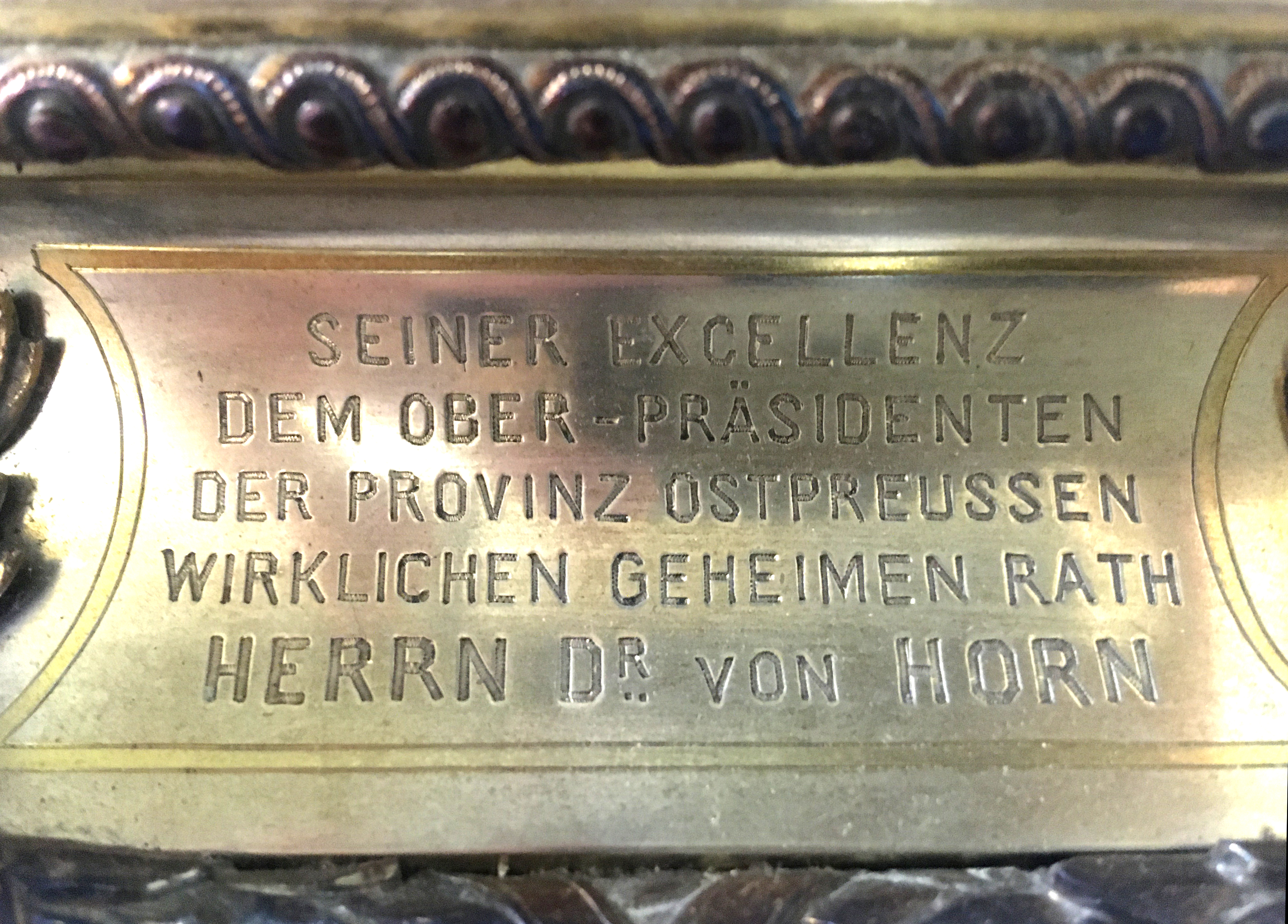
Widmung
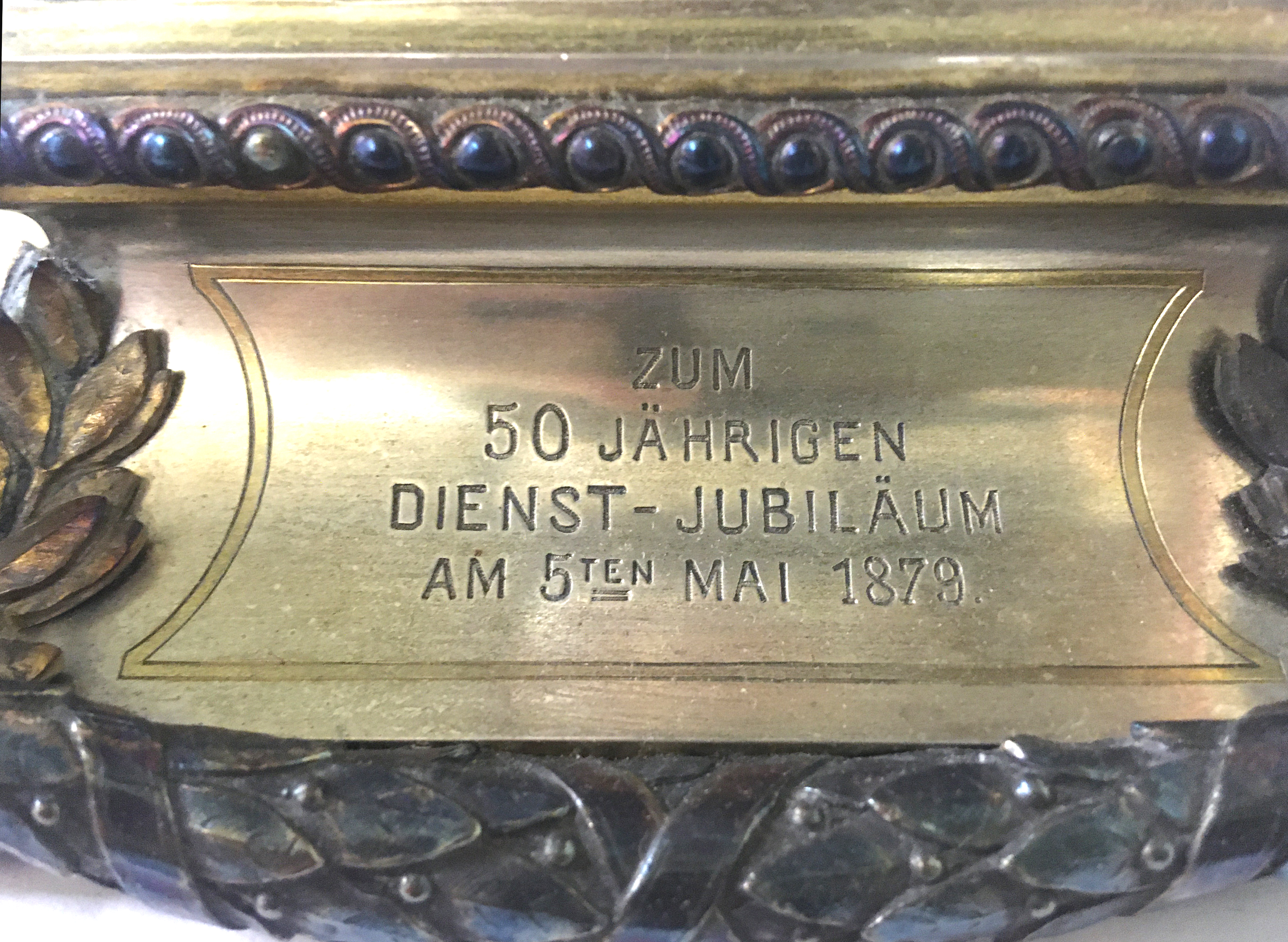
Anlass
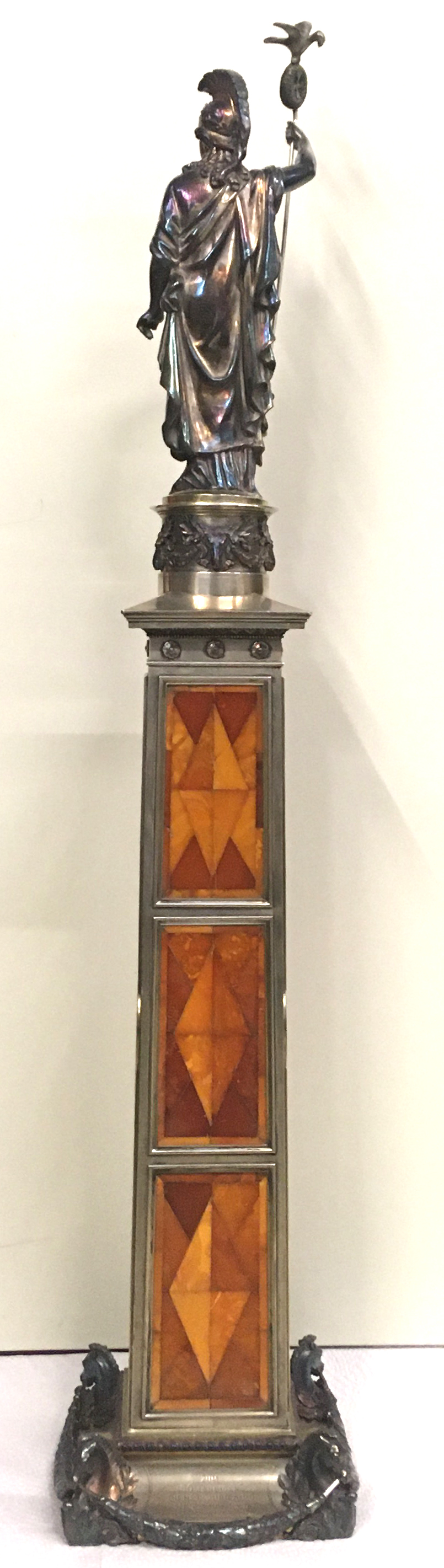
Rückseite

## Borussia

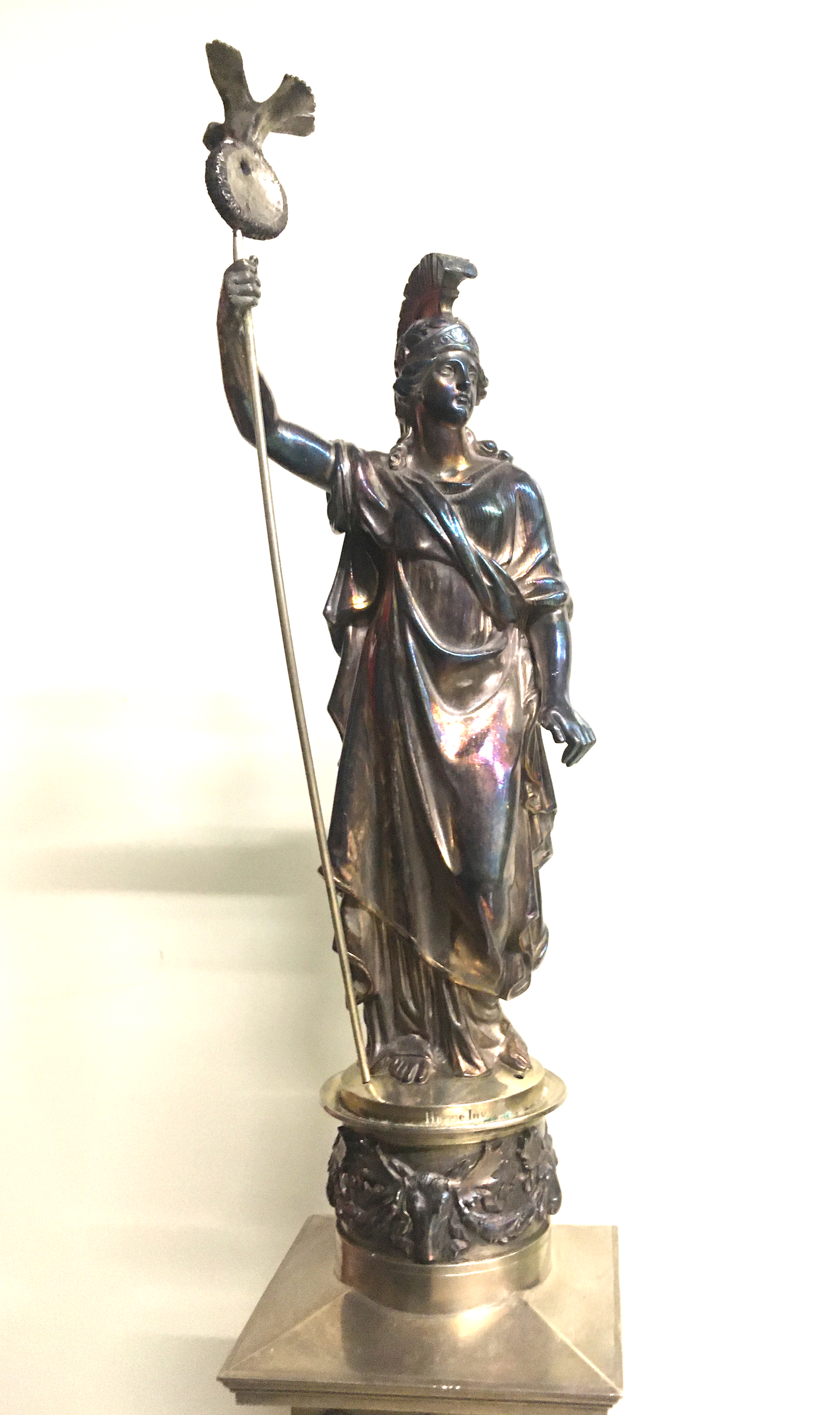
Borussia

Pferdeköpfe auf den vier Ecken des Säulensockels verweisen auf Ostpreußens berühmte Trakehner.
1879 lagen der letzte Einigungskrieg und die Deutsche Reichsgründung acht Jahre zurück. Das Säulenhaupt trägt eine Trommel mit Gravuren von Elchgeweihen. Auf der Trommel steht die Frauengestalt der Borussia (Allegorie). In der rechten Hand hält sie ein Siegeszeichen mit Eisernem Kreuz im Lorbeerkranz, wie es die Victoria (Mythologie) auf dem Brandenburger Tor zeigt. Unbekannt ist, was die Figur in der greifend geöffneten linken Hand getragen hat; allerdings ist darunter im Sockel ein rundes Loch, in dem etwas gesteckt haben könnte wie die Stange in der rechten. Auf dem Sockel der Figur sind vorn der Entwerfer Hesse und hinten der fertigende Juwelier Aron eingraviert:
0HESSE INV.
0D. ARON. KÖNIGSBERG I./PR.

## Vorderseite
Die Räume des Oberpräsidiums und die Dienstwohnung des Oberpräsidenten lagen im Südflügel vom Königsberger Schloss. Am 17. und 18. März 1882 zog das Oberpräsidium vom Schloss in den großzügigen Neubau auf dem Mitteltragheim. Gerade pensioniert, brauchte von Horn den Umzug nicht mehr mitzumachen. Sein Nachfolger Albrecht von Schlieckmann konnte die neuen Räumlichkeiten nutzen.

### Oberer Teil
Über der Schlossgravur sind diejenigen Beamten verzeichnet, die in Gumbinnen Deutschlands östlichsten Regierungsbezirk verwalteten oder in der Steuerverwaltung der Provinz Ostpreußen tätig waren; die meisten konnten noch nicht identifiziert werden.

#### Regierungs-Collegium zu Gumbinnen
Paul Bienko, Krumhaar, Gustav Dodillet, Ludwig Ferdinand Hermann Siehr, Springer, Balcke, v. Roebel, v. Zschock, Risch, Wendland, Pfeiffer, Warmbrunn, Wiese, Goullon, Gericke, Kayser, Schmidt, Benno Tomasczewski, Bühling, Groddeck, Guerich, Keller, Lempfert, Rudolf Theodor Möhrs, Arthur Germershausen, Caspar, Karl Volprecht, Ludwig v. Bornstedt,
v. Liebermann, Czygan, Reisch und Liedtke.

#### Provinzial Steuer-Direction zu Königsberg
- Hitzigrath, Loewe, Knoff, Rauschning, Kunicke und Hausbrand
- Reichsbevollmächtigter Kessler

### Unterer Teil
Unter der Schlossgravur sind diejenigen Beamten verzeichnet, die Ostpreußens westlichen Regierungsbezirk verwalteten oder in der Schulverwaltung der Provinz tätig waren; die meisten konnten noch nicht identifiziert werden.

#### Regierungs-Collegium zu Königsberg
Adolf von Schmeling, Krossa, Müller, Schönian, Wedthoff, Biefel, Schlott, Meyer, Franz Burchard, Julius Arnoldt, Dossow, Susitt, Julius Kummer, Bode, Mielke, Kretschmann, Singelmann, Meinzer, Herzbruch, Carl Hesse, Lindner, Siegert, Philipp, v. Fricken, Wegner, Schmiedel, Weise, Hoepker, Deckmann, v. Negelein, Hauschild, Erdmann, Goldschmidt, v. Woedtke, Tetzlaff, Ernst Gottlieb Krantz, Doerell, v. Winckler, Rauch, Heynemann, Grün und Sack.

#### Provinzial Schul-Collegium zu Königsberg
Adolf von Schmeling, Schrader, Hermann Gawlick und Ernst Gottlieb Krantz.

## Rechte Seite

Ostpreußens zwei Regierungsbezirke (1905)

Die (heraldisch) rechte Seite der Säule zeigt das neue Oberpräsidial- und Regierungsgebäude auf dem Mitteltragheim. Es wurde im März/April 1882 bezogen und reichte auch für die Aufnahme des Provinzialschulkollegiums und des Bezirks-Verwaltungsgerichts. Auf den Messingtafeln aufgeführt sind der Polizeipräsident von Königsberg und die Landräte des Regierungsbezirks Königsberg.
- Friedrich Leopold Devens, Polizeipräsident
- Otto Friedrich Theodor Kuhn, Kreis Fischhausen
- Otto Karl von Hüllessem-Meerscheidt, Kreis Königsberg i. Pr.
- Otto von Gottberg, Kreis Domnau
- Louis von Spies, Kreis Mohrungen
- Rudolf von Brandt, Kreis Osterode in Ostpreußen
- Theodor von Saß, Kreis Guttstadt
- Ehrhard von Queis, Kreis Rastenburg
- Oskar von Dreßler, Kreis Heiligenbeil
- Wilhelm Eduard August Kleemann, Kreis Allenstein
- Max Lilie, Kreis Ortelsburg
- Alfred von Gramatzki, Kreis Memel
- Gustav von Heyer, Kreis Labiau
- Friedrich Otto Hermann von Wolffgramm, Kreis Gerdauen
- Bruno Fornet, Kreis Preußisch Eylau
- Emil Brunner, Kreis Rößel
- Klemens von Stockhausen, Kreis Preußisch Holland
- Oskar von Hasselbach, Kreis Neidenburg
- Albrecht Oberg, Kreis Braunsberg
- Paul Bienko, Kreis Wehlau

## Linke Seite

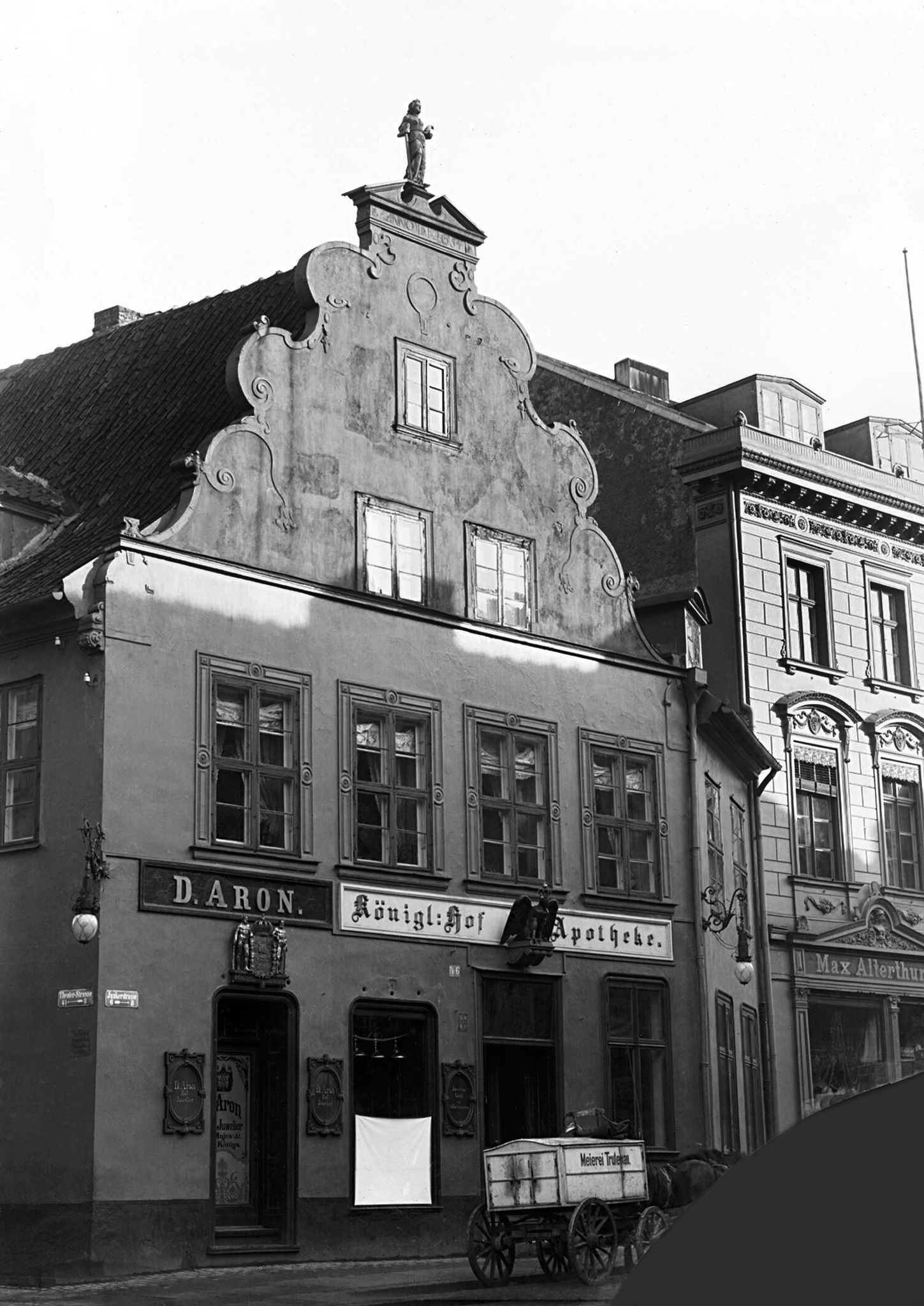
Arons Juweliergeschäft und Hagens Hofapotheke

Auf der linken Säulenseite sind die beteiligten Landräte im Regierungsbezirk Gumbinnen aufgeführt.
- Otto Engelhard von Schwerin, Kreis Sensburg
- Karl Ruprecht, Kreis Elchniederung
- Eduard Maubach, Kreis Johannisburg
- Karl Schulz, Kreis Stallupönen
- Waldemar Krossa, Kreis Ragnit
- Robert von der Marwitz, Kreis Lyck
- Franz Köhn von Jaski, Kreis Angerburg
- Max Bergmann, Kreis Darkehmen
- Horst von Lyncker, Kreis Lötzen
- Carl Burchard, Kreis Gumbinnen
- Bernhard Schopis, Kreis Goldap
- Hermann Schmalz, Kreis Pillkallen
- Heinrich Schlenther, Kreis Tilsit
- Richard von Lyncker, Landkreis Heydekrug

## Regierungssitze

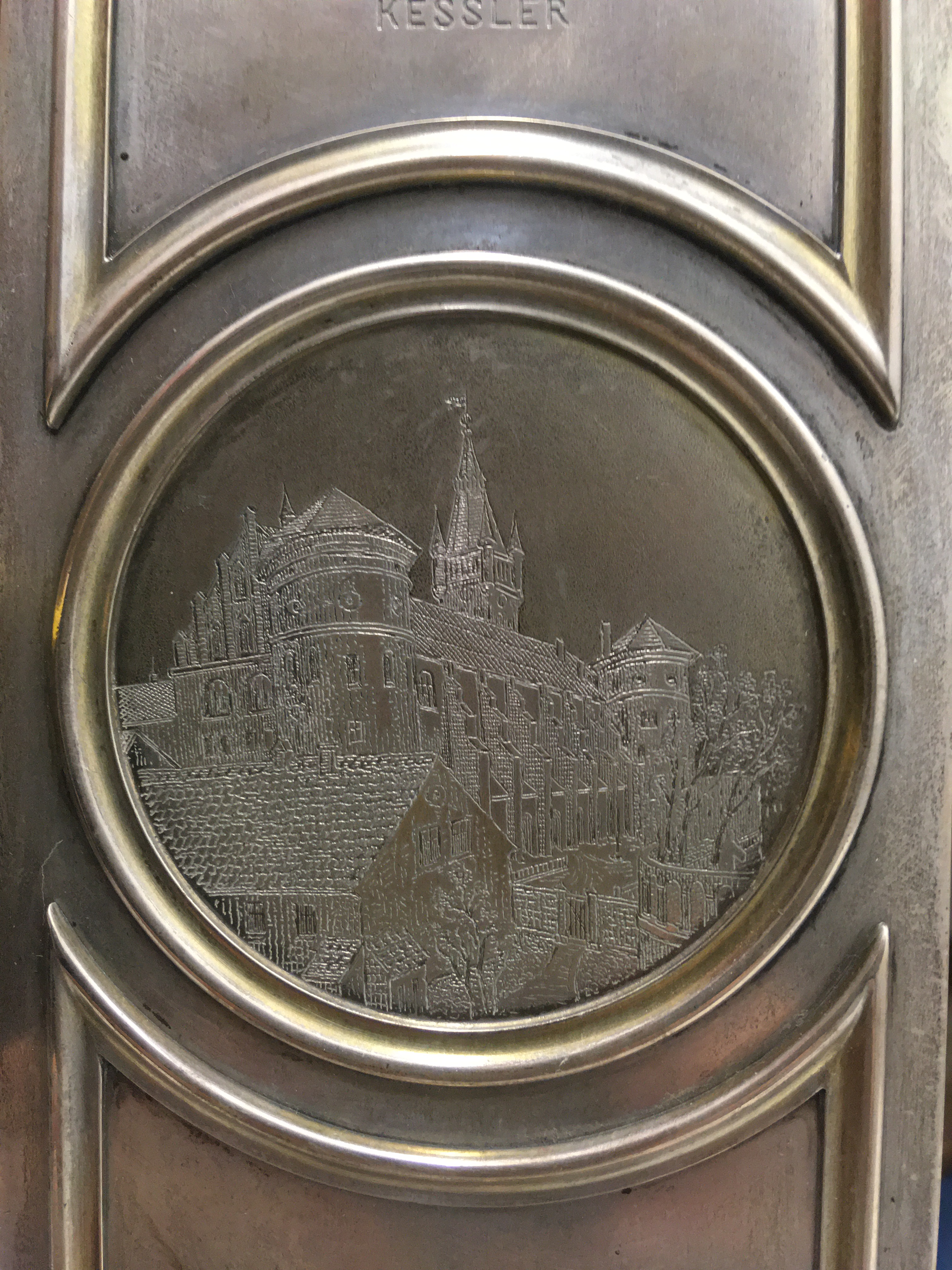
Königsberger Schloss (vorn)
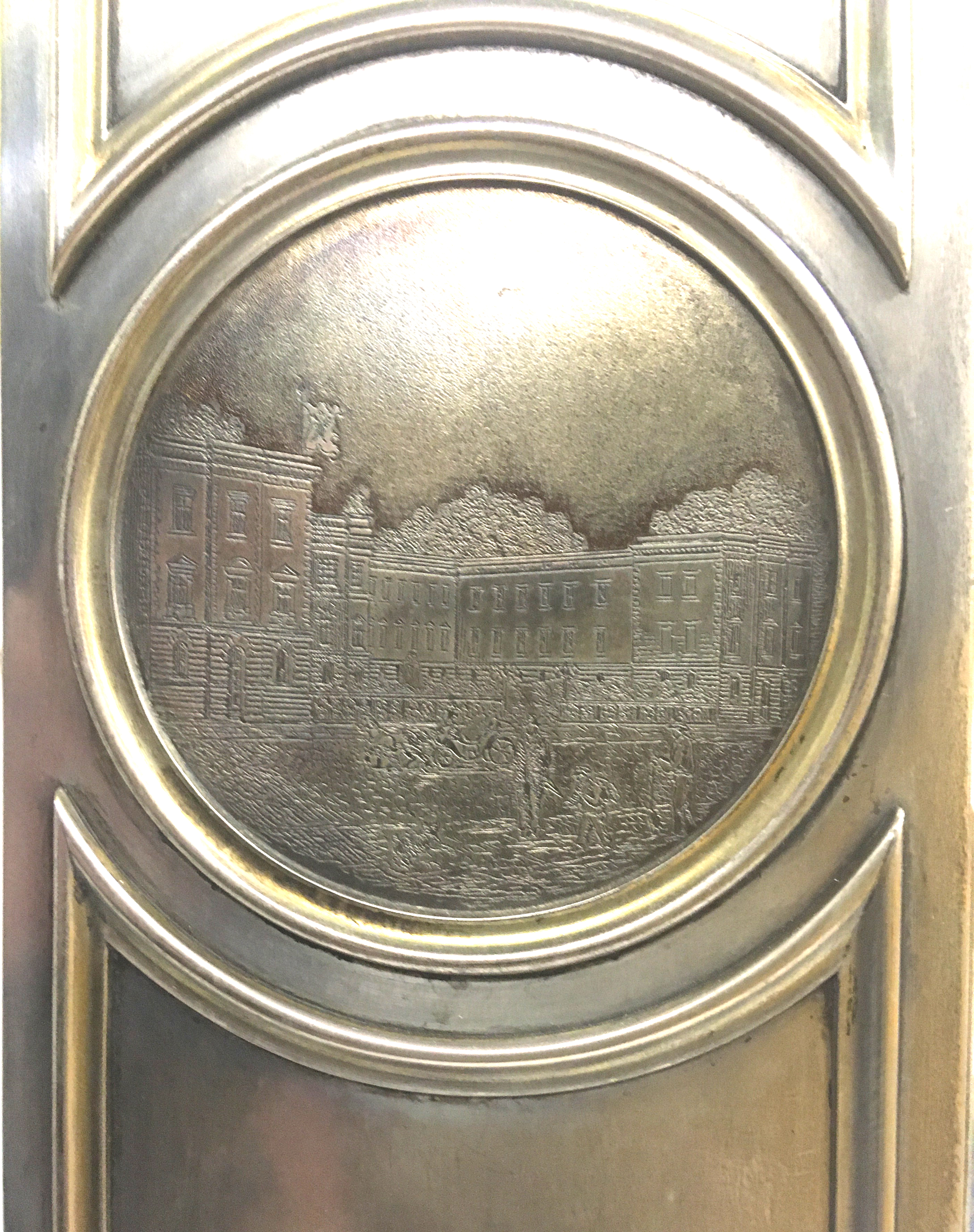
Regierung Königsberg (rechts)
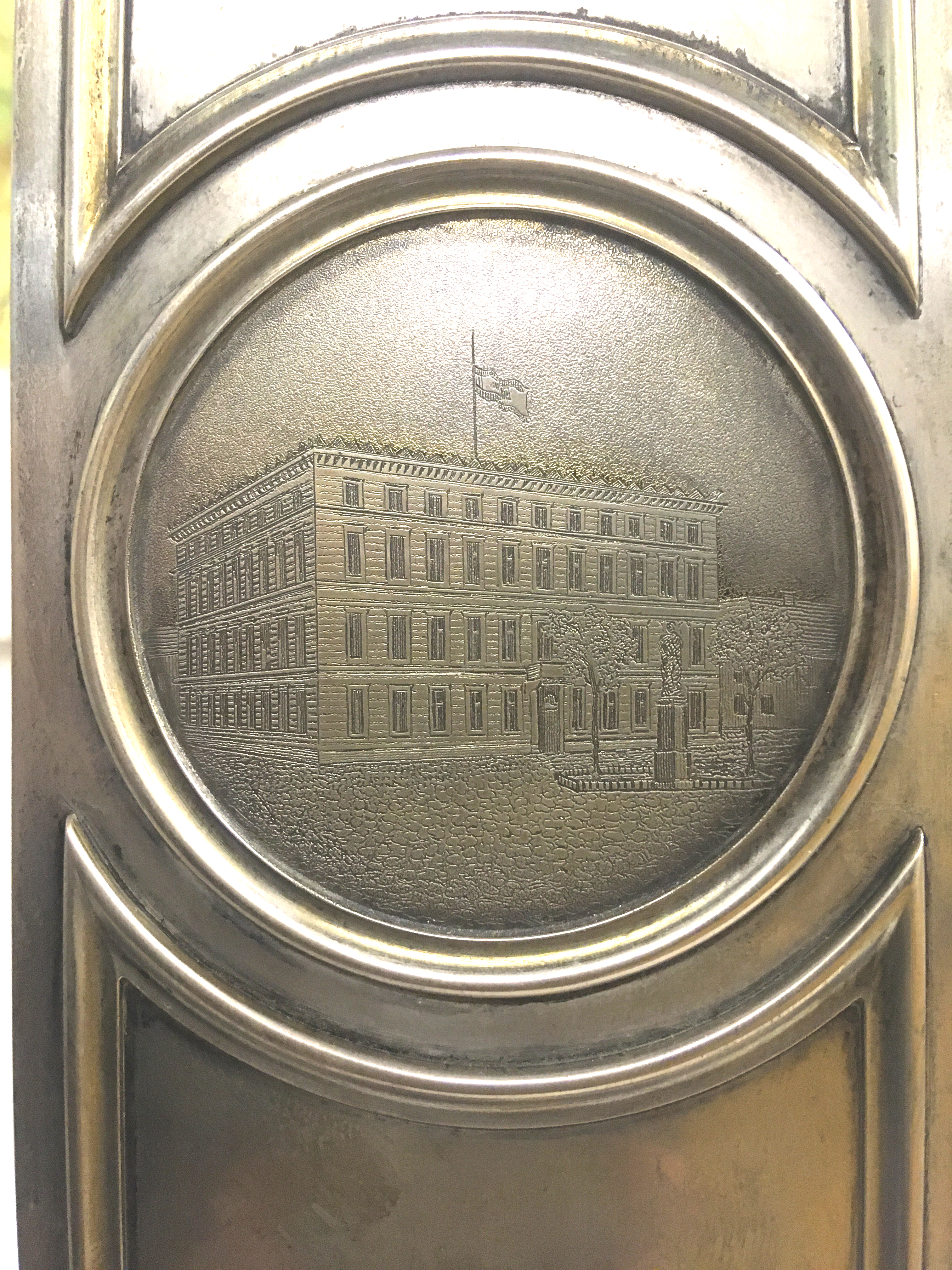
Regierung Gumbinnen (links)

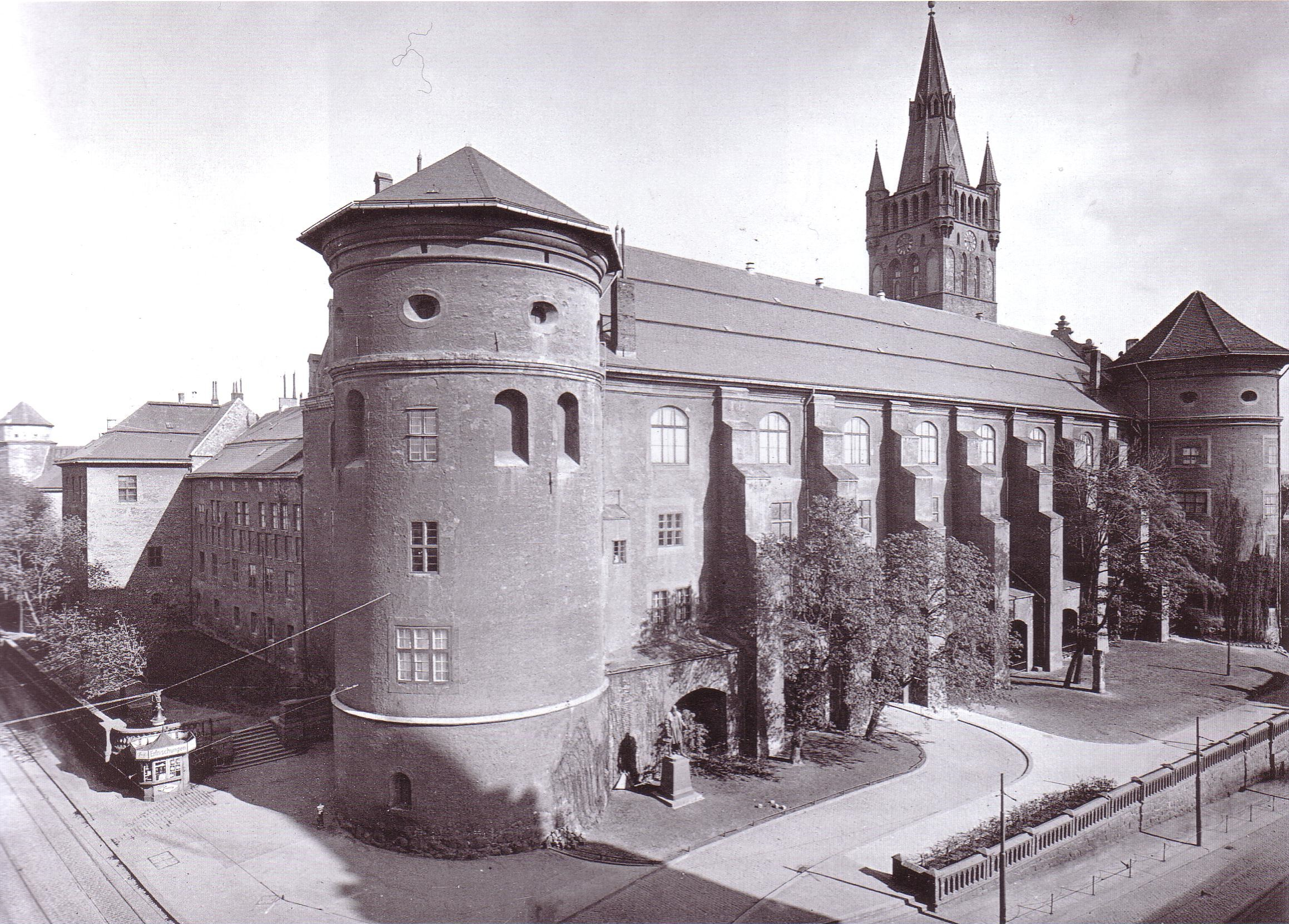
Berwart-Turm und Schlosskirche
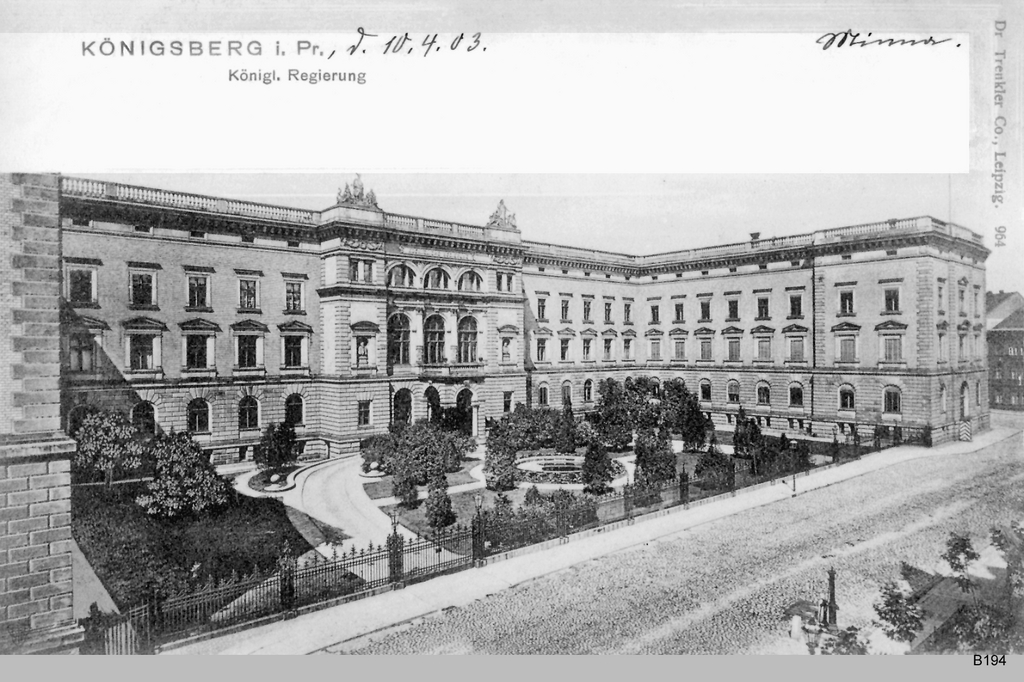
Oberpräsidial- und Regierungsgebäude
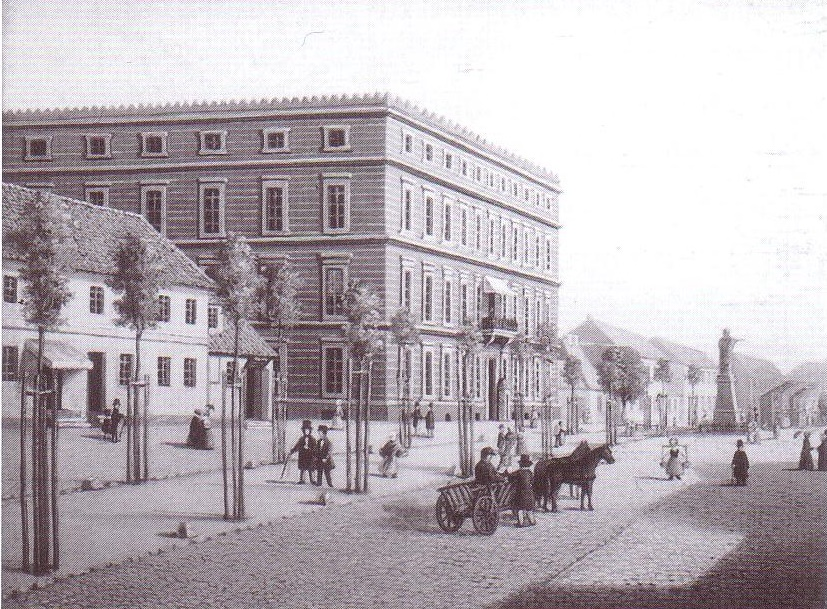
Alte Regierung in Gumbinnen